# Klimatavvikelsen 535–536
Klimatavvikelsen år 535–536 var en av de starkaste perioderna med långvarig nedkylning av det norra halvklotet de senaste 2000 åren.

## Bakgrund
Orsaken var troligen ett stort vulkanutbrott i tropikerna som spred ut ett omfattande stofttäcke i atmosfären. Verkningarna var omfattande med betydligt kallare väder, sviktande odlingar och världsomspännande svält hos befolkningen. Ny forskning pekar på att det rör sig om två vulkanutbrott, varav det första ägde rum på Island och det andra i Nordamerika. Genom att borra i glaciäris har man kunnat studera mängden föroreningar av bland annat bly, svavel och vismut med en exakthet på mindre än ett års avvikelse.
De flesta samtida berättelser om vintern är från författare i Konstantinopel, huvudstaden i Östrom, trots att effekterna av de svalare temperaturerna sträckte sig utanför Europa. Moderna studier har fastställt att i början av 536 e.Kr (eller möjligen sent 535) kastade ett utbrott ut massiva mängder sulfataerosoler i atmosfären, vilket minskade solstrålningen som nådde jordens yta och kylde atmosfären i flera år. I mars 536 började Konstantinopel uppleva mörkare himmel och svalare temperaturer.
Sommartemperaturerna under 536 sjönk med så mycket som 2,5 grader Celsius under det normala i Europa. Den kvardröjande effekten av vintern 536 förstärktes 539–540 när ytterligare ett vulkanutbrott fick sommartemperaturerna att sjunka så mycket som 2,7 grader Celsius under det normala i Europa. Det finns bevis för ytterligare ett vulkanutbrott år 547 som skulle ha förlängt den svalare perioden. Vulkanutbrotten, åtföljda av den justinianska pesten, som började 541, orsakade förstörda grödor, hungersnöd och miljontals dödsfall och var början på en kallare del av senantiken, som varade från 536 till 660.
Medeltidsforskaren Michael McCormick har skrivit att 536 var det värsta året i historien att leva. "Det var början på en av de värsta perioderna att leva, om inte det värsta året."

## Vetenskapliga bevis
Trädringsanalys av dendrokronologen Mike Baillie, vid Queen's University Belfast, visar onormalt liten tillväxt i irländsk ek 536 och ytterligare en kraftig nedgång i 542, efter en partiell återhämtning. Iskärnor från Grönland och Antarktis visar bevis på betydande sulfatavlagringar i cirka 534 ± 2, vilket är bevis på en omfattande avsättning av stoft med svavelinnehåll.

## Skriftliga belägg
Den bysantinska historikern Prokopius skrev år 536 i sin redogörelse över vandalkriget: "Under detta år uppträdde ett olycksbådande omen. Solen sken utan klarhet [ . . . ] och det framstod som om solen var skymd, för dess strålar var inte klara".

## Historiska konsekvenser
Catastrophe, en bok skriven av David Keys, spekulerar i att klimatförändringarna bidrog till flera olika utvecklingar, såsom uppkomsten av justinianska pesten (541–549), migrationen av mongoliska stammar mot väst, slutet på Sassanidernas rike, Guptarikets kollaps, islams uppkomst, expansionen av de turkiska stammarna, och Teotihuacáns fall.
År 2000 filmades Keys bok för WNET och Channel Four. Dokumentären, som fick namnet Katastrof! How the World Changed, sändes i USA som en del av PBS:s Secrets of the Dead-serie.  Keys och Wohletz idéer har inte stöd ibland vetenskapens huvudfåra. Den brittiska arkeologen Ken Dark granskade Keys bok och kommenterade att mycket av de uppenbara bevisen som presenteras i boken är mycket diskutabla, baserade på dåliga källor eller helt enkelt felaktiga. [...] Ändå är både den globala omfattningen och betoningen på femhundratalet e.Kr. som en tid med omfattande förändringar anmärkningsvärda, och boken innehåller en del okänd information som kommer att vara ny för många. Den misslyckas dock med att bevisa sin centrala tes och ger ingen övertygande förklaring till de många förändringar som diskuteras.
Filologen Andrew Breeze hävdar i boken British Battles från 2020 att vissa händelser i legenden kring Kung Artur inklusive slaget vid Camlann är historiska och inträffade 537 som en följd av hungersnöden i samband med klimatförändringarna föregående år.

## Kulturell påverkan
Händelsen år 536 och den efterföljande hungersnöden har föreslagits som en förklaring till skandinaviska eliters deponering av guldskatter i slutet av folkvandringstiden. Guldet var möjligen ett offer för att blidka gudarna och få tillbaka solljuset. Legenden om Fimbulvintern, den mytiska vinter som under förkristen tid förväntades föregå Ragnarök, och som nämns i Poetiska Eddan kan ha sitt ursprung i denna klimatavvikelse.